# Marcel Rohner (banquier)
Pour les articles homonymes, voir Marcel Rohner et Rohner.
 (mars 2013).
 (septembre 2022).
Marcel Rohner, né le 4 septembre 1964, est un manager financier suisse. Il est président de l'Association suisse des banquiers (ASB) depuis le 17 septembre 2021, et vice-président du Conseil d'administration de l'Union Bancaire Privée (UBP SA).

## Biographie
Marcel Rohner, né en 1964, est titulaire d'un PhD en économie de l'Université de Zurich.
Spécialisé en économétrie, il travaille dans le secteur financier depuis trente ans. Après avoir commencé sa carrière en 1993 à la Société de Banque Suisse, il a occupé divers postes de direction chez UBS SA, dont celui de Group Chief Executive Officer jusqu'en 2009.
Membre du Conseil d'administration de l'UBP depuis 2010 et vice-président depuis 2016, il a aussi été président de l'Association de Banques Suisses de Gestion de 2018 à 2021. Il siège au Conseil d'administration de l'ASB depuis 2018 et en est président depuis septembre 2021, ainsi que vice-président d'economiesuisse depuis 2021. Il a été à directeur de l'UBS entre le 6 juillet 2007, et le 26 février 2009.
Début novembre 2017, il est cité dans les révélations des Paradise Papers parmi les personnalités suisses qui auraient eu recours à l'optimisation fiscale.
Le 17 novembre 2021, il devient président de l'Association suisse des banquiers (ASB),.